# Leonardo Iriarte
Leonardo Iriarte (Cartagena, Colombia; 19 de agosto de 2000) es un futbolista colombiano que juega como mediocampista y su equipo actual es el Fortaleza F. C. de la Categoría Primera B.

## Clubes
| Club            | País     | Año                        | Partidos | Goles |
| --------------- | -------- | -------------------------- | -------- | ----- |
| Fortaleza F. C. | Colombia | 2018 - sin club desde 2020 | 16       | 1     |